# Pączewo (gromada)
Pączewo – dawna gromada, czyli najmniejsza jednostka podziału terytorialnego Polskiej Rzeczypospolitej Ludowej w latach 1954–1972.
Gromady, z gromadzkimi radami narodowymi (GRN) jako organami władzy najniższego stopnia na wsi, funkcjonowały od reformy reorganizującej administrację wiejską przeprowadzonej jesienią 1954 do momentu ich zniesienia z dniem 1 stycznia 1973, tym samym wypierając organizację gminną w latach 1954–1972.
Gromadę Pączewo z siedzibą GRN w Pączewie utworzono – jako jedną z 8759 gromad na obszarze Polski – w powiecie starogardzkim w woj. gdańskim na mocy uchwały nr 23/III/54 WRN w Gdańsku z dnia 5 października 1954. W skład jednostki weszły obszary dotychczasowych gromad Pączewo i Czarnylas, ponadto miejscowość Pólko z dotychczasowej gromady Wielbrandowo oraz miejscowość Wolental (bez obszaru o powierzchni 73 ha, położonego po obydwu stronach linii kolejowej Skórcz-Lubichowo) z dotychczasowej gromady Wolental – ze zniesionej gminy Skórcz w tymże powiecie. Dla gromady ustalono 15 członków gromadzkiej rady narodowej.
1 stycznia 1960 siedzibę gromady Pączewo przeniesiono do miasta Skórcza w tymże powiecie, zachowując jednak nazwę gromada Pączewo; równocześnie do gromady Pączewo włączono obszar zniesionej gromady Barłożno w tymże powiecie.
1 stycznia 1962 do gromady Pączewo z siedzibą w Skórczu włączono miejscowości Wielki Bukowiec i Drewniaczki ze zniesionej gromady Zelgoszcz w tymże powiecie.
1 stycznia 1970 do gromady Pączewo włączono część obszaru miasta Skórcz (1.751,23 ha) w tymże powiecie.
Gromada przetrwała do końca 1972 roku, czyli do kolejnej reformy gminnej.